# Bruno Schenk

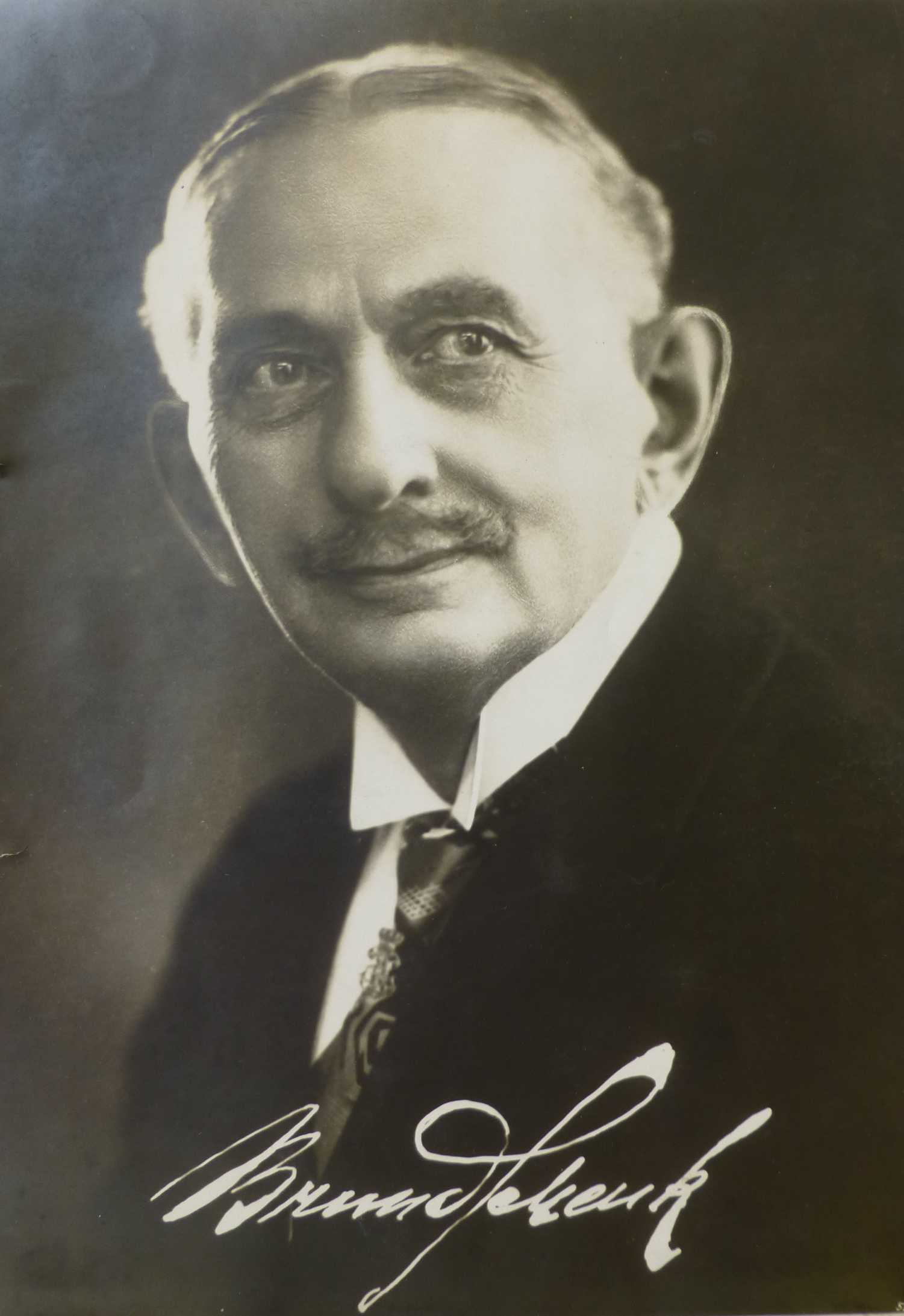
Bruno Schenk

Friedrich Wilhelm Bruno Schenk (* 29. April 1857 in Breslau; † 29. November 1932 in Oberhausen) war ein deutscher Zauberkünstler und Direktor eines der größten reisenden Zaubertheater in Europa.
Er bereiste Ende des 19. Jahrhunderts bis Anfang des 20. Jahrhunderts viele Länder Europas mit seinem Zaubertheater, das erst den Namen „Cagliostro-Theater“ und später „Eden-Theater“ trug. Neben seinen Zauberkunststücken wurde ein großes Varietéprogramm dargeboten. Die dabei verwendeten hölzernen Theaterbauten konnten bis zu 2.000 Zuschauer fassen. Von 1918 bis 1924 war er 69. Mitglied des Magischen Zirkels von Deutschland.

## Leben
Bruno Schenk verbrachte seine Kindheit in Breslau als Sohn eines Kleinunternehmers ohne materielle Sorgen. Die Weihnachtsgeschenke 1871 Dampfmaschine, Laterna magica und Zauberkasten waren für ihn der Anstoß, sich zunehmend für Naturwissenschaft, Technik und insbesondere die Zauberei zu interessieren.
So besuchte er während der Schulzeit und Kaufmannslehre alle Auftritte damaliger Zauberer in Breslau, schaute sich viele Zaubertricks ab und baute sich langsam ein eigenes Repertoire auf. Seine ersten Erfolge bei Auftritten im Familienkreis, im Kaufmännischen Verein und bei einer großen Wohltätigkeitsveranstaltung im Thalia-Theater vor ca. 2000 Zuschauern bestärkten ihn in der Wahl des späteren Berufes. Als 1877 der Zauberer Josef Basch in Breslau bei einem Gastspiel verstarb, konnte er einen Großteil dessen Requisiten erwerben.
Ab Juni 1878 reiste er mit der Vorführung von Zauberkunststücken, elektrischen und optischen Effekten durch die deutschen Lande, vorerst meist kleinere Städte. Im Jahr 1879 erweitert er sein Repertoire und nennt sein Unternehmen nun „Cagliostro-Theater“.
Mit 120 Vorstellungen in den Wintermonaten 1881 in Berlin gelang ihm der Durchbruch und er bereiste ab nun nur noch große Städte im In- und Ausland. Im Juni 1881 trat er in Danzig das erste Mal im eigenen, 1900 Zuschauer fassenden, hölzernen Theaterbau auf.

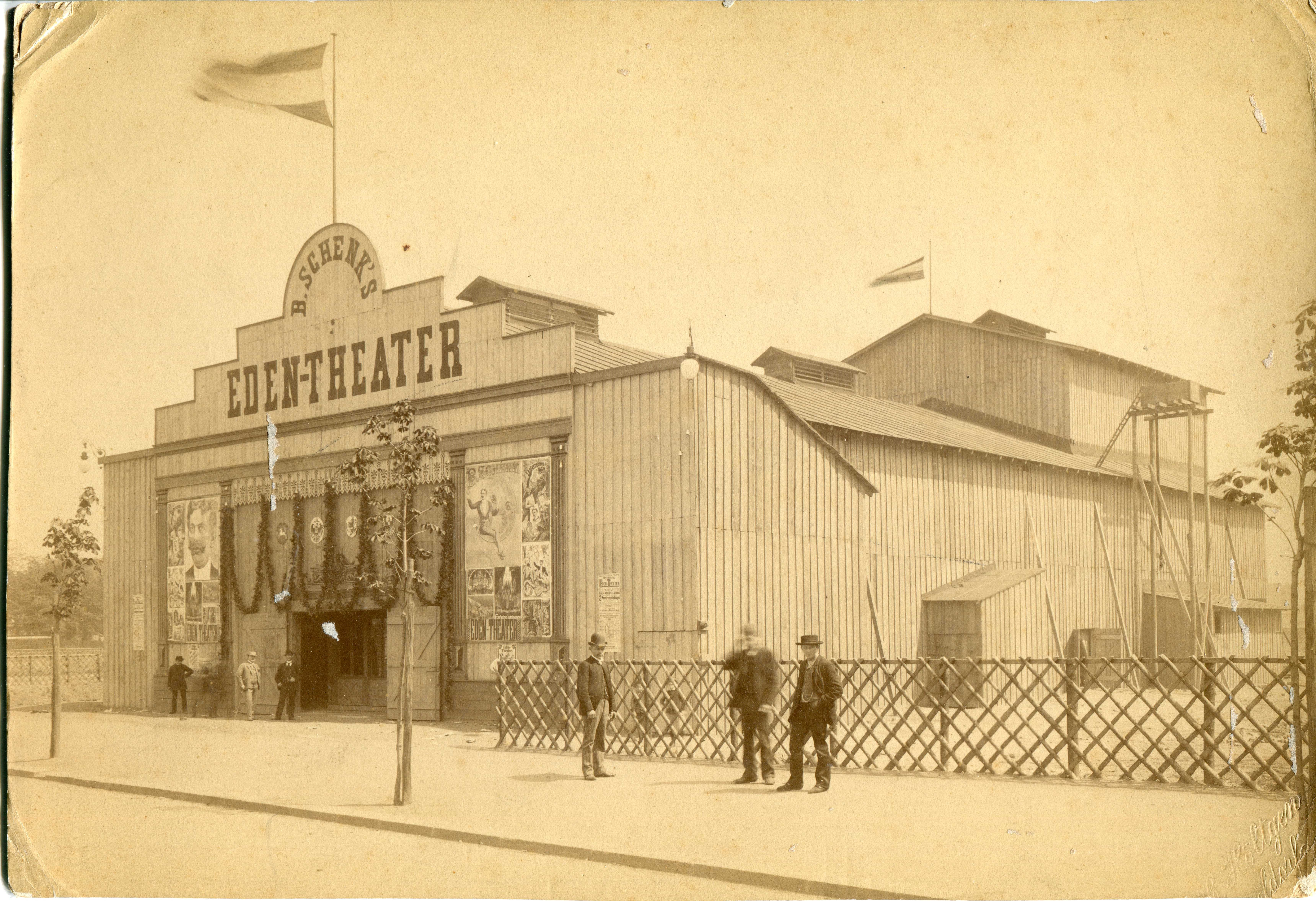
Bruno Schenk’s Eden-Theater in Düsseldorf, 1894

Ab dem Jahr 1883 nannte er sein Theater „Eden-Theater“, bei Reisen ins Ausland oft „Continental-Eden-Theater“. Er bereiste dabei neben Deutschland die Niederlande, Belgien, Österreich-Ungarn, Schweiz, Italien, Rumänien, Skandinavien und oft Russland – dort von Riga bis zum Kaukasus.
Sein Theaterprogramm umfasste bis zu 124 Piecen, neben kleinen Zauberkunststücken und großen Illusionen auch Musik-, Ballett- und Artistikdarbietungen, Vorführungen mit der aufkommenden Kinotechnik sowie als Abschluss des Programms farbenprächtige Wasserspiele.
Nach Heirat 1888 wählte er ab 1889 Dresden für die nächsten Jahrzehnte zu seinem Wohnsitz und unternahm Gastspielreisen nur noch in den Monaten August bis April. In den Wintermonaten baute er sein Eden-Theater oft in Dresden in der Grunaer Straße auf. Ab Mai 1900 widmete er sich in den wärmeren Monaten seiner zweiten großen Leidenschaft, dem aufkommenden Autofahren.
Der Erste Weltkrieg brachte eine Unterbrechung in seine Auftrittstätigkeit. Die zunehmenden Varieté- und Kinotheater veränderten die Bedingungen für die Fortführung seines Unternehmens. Er reiste von nun an mit seinen Darbietungen in stark verkleinertem Umfang von Theater zu Theater.
Anfang der 1920er Jahre stellte er seine Auftritte ein und widmete sich von da an nur noch dem Automobilsport. 
1932 zog er mit seiner Frau nach Oberhausen zur Familie seiner Tochter und starb dort nach schwerer Krankheit im November. Beigesetzt wurde er im Familiengrab auf dem Johannisfriedhof in Dresden-Tolkewitz, das heute noch vorhanden ist.